# Minneapolis
Minneapolis [ˌmɪnɪˈæpəlɪs] ist mit rund 429.954 Einwohnern die bevölkerungsreichste Stadt im US-Bundesstaat Minnesota im nördlichen Mittleren Westen. Zusammen mit St. Paul bildet sie die Metropolregion der Twin Cities mit über 3,6 Millionen Einwohnern (Stand 2020) und damit einen der größten Ballungsräume des US-amerikanischen Nordens.
Der Name der Stadt entstammt einer Wortkombination aus zwei Sprachen, dem Wort der Dakota-Indianer für Wasser („minne“) und dem griechischen Wort für Stadt („polis“), was auf ihre Lage am Mississippi River und die zahlreichen Seen und Feuchtgebiete in und um Minneapolis anspielt, und was ihr auch den Spitznamen „City of Lakes“ einbrachte. Die Stadt entstand Mitte des 19. Jahrhunderts am Ufer der Saint Anthony Falls, den einzigen natürlichen Wasserfällen des Mississippi, welche bereits früh zur Energieversorgung der ansässigen Industrien genutzt wurden und Minneapolis damals zur Welthauptstadt der Holzverarbeitung und Getreidemüllerei machten. Bis heute konnte die Stadt ihre wirtschaftliche Bedeutung aufrechterhalten und ist unter anderem bekannt als Sitz der Supermarktkette Target und der fünftgrößten Bank in den Vereinigten Staaten U.S. Bancorp.
Mit Institutionen wie dem Minneapolis Institute of Art, dem Walker Art Center und dem Guthrie Theater ist Minneapolis das kulturelle Zentrum des nördlichen mittleren Westens. Die Musiklegende Prince lebte und wirkte in der Stadt und begründete den Minneapolis Sound. Des Weiteren ist Minneapolis in allen vier großen US-Sportligen mit jeweils einem Team vertreten. In der Stadt befindet sich außerdem der Hauptcampus der University of Minnesota.
Trotz der hohen Lebensqualität steht Minneapolis vor einer dringenden Herausforderung in Form von großen Ungleichheiten zwischen den Einwohnern und daraus entstehenden Konflikten, die 2020 nach der Tötung von George Floyd der Weltöffentlichkeit vor Augen geführt wurden und wohl das wichtigste Problem darstellen, mit dem die Stadt im 21. Jahrhundert konfrontiert ist.

## Geschichte
Die Regionen um das heutige Minneapolis gehörten zu den Siedlungsgebieten der Dakota. Gegen 1680 erreichten französische Pelzhändler das Gebiet. Fortan beanspruchten zunehmend europäische Siedler die Region am Mississippi für sich. In verschiedenen Verträgen mit den Mdewakanton wurden diese von den Europäern immer weiter verdrängt. Seit dem Bau des Fort St. Anthony, des späteren Fort Snelling, an der Stelle des Zusammenflusses des Minnesota und des Mississippi Rivers im Jahre 1819 durch die Streitkräfte der Vereinigten Staaten entstanden mehrere neue Siedlungen. 1867 wurde das nördlich an den Saint-Anthony-Fällen gelegene Minneapolis zur Stadt, im selben Jahr wurde die Eisenbahnstrecke nach Chicago in Betrieb genommen. 1872 schloss sich Minneapolis mit der nunmehr kleineren Stadt St. Anthony, die sich seit 1848 östlich des Mississippi entwickelt hatte, zusammen.
Mit dem Bau von Getreidemühlen an den Saint-Anthony-Fällen konnte sehr feines Mehl produziert werden. Zwischen 1880 und 1930 wurde die Stadt einer der wichtigsten Mehlproduzenten der Vereinigten Staaten. Die hohe Effektivität der mit Wasserkraft betriebenen Mühlen galt als innovativ und machte Minneapolis weltweit bekannt. Zahlreiche Siedler aus dem Osten der Vereinigten Staaten kamen in die Stadt und ließen sie rasch wachsen. Zwischen 1880 und 1930 verzehnfachte sich die Zahl der Einwohner auf über 460.000. Neben vielen Getreidemühlen entstanden an den Wasserfällen auch zahlreiche Sägewerke, die das aus dem Norden von Minnesota stammende Holz weiterverarbeiteten. 1905 wurden knapp zehn Prozent des in den Vereinigten Staaten verbrauchten Mehls und Schrots in Minneapolis hergestellt.
In den 1950er Jahren wurde mit der Erneuerung der Stadtmitte begonnen. Über 200 neue Gebäude wurden erbaut, zahlreiche alte – teils auch historisch wertvolle Bauwerke – abgerissen. So wurde auch das 1890 erbaute Metropolitan Building abgerissen, eines der ersten und bedeutendsten Hochhäuser der Stadt.
Am 25. Mai 2020 wurde in der Stadt der Afroamerikaner George Floyd bei einem Einsatz vom weißen Polizisten Derek Chauvin getötet, als dieser fast zehn Minuten lang auf Floyds Hals und Rücken kniete. Dem folgten tagelange – teils gewalttätige – Proteste (siehe auch Tötung von George Floyd).

## Geographie
Minneapolis liegt im Mittleren Westen der Vereinigten Staaten am Mississippi River. Es hat eine Fläche von rund 151 Quadratkilometern. Davon sind sechs Prozent Wasserflächen und 15 Prozent Parkanlagen. Südlich des Stadtzentrums verläuft der 45. Breitengrad. Die geringste Höhe über dem Meeresspiegel ist am Zusammenfluss des Minnehaha Creek und des Mississippi Rivers mit einer Höhe von 209 Metern. Der höchste Punkt befindet sich in der Prospect Park-Gegend mit 282 Metern.
In Minneapolis herrscht das für den Mittleren Westen typische Klima. Die Winter sind sehr kalt und trocken, die Sommer warm und zeitweise feucht. In der Klimaklassifikation nach Köppen/Geiger fällt die Stadt in das humide Kontinentalklima (Dfa).
Die höchste jemals gemessene Temperatur liegt bei 42,2 Grad Celsius im Juli 1936, die niedrigste bei −40,6 Grad Celsius im Januar 1888. Der Winter 1983/84 war der schneereichste, als 2,5 Meter Schnee fielen. Aufgrund der vor Wettereinflüssen ungeschützten Lage im Norden der Vereinigten Staaten gelangt Minneapolis im Winter oftmals unter den Einfluss polarer Kaltluftmassen. Die jährliche Durchschnittstemperatur der Region Minneapolis-St. Paul von 7 Grad Celsius ist zudem die niedrigste aller Metropolregionen innerhalb der USA.
|                       | Jan   | Feb   | Mär  | Apr  | Mai  | Jun   | Jul  | Aug  | Sep  | Okt  | Nov  | Dez   |   |       |
| Mittl. Tagesmax. (°C) | −6,3  | −3,0  | 4,0  | 13,6 | 20,8 | 26,0  | 28,9 | 27,1 | 21,5 | 14,9 | 5,0  | −3,6  | ⌀ | 12,5  |
| Mittl. Tagesmin. (°C) | −16,2 | −12,7 | −5,2 | 2,3  | 8,7  | 14,2  | 17,3 | 15,7 | 10,2 | 3,8  | −3,8 | −12,1 | ⌀ | 1,9   |
|                       |       |       |      |      |      |       |      |      |      |      |      |       |   |       |
| Niederschlag (mm)     | 24,1  | 22,4  | 49,3 | 61,5 | 86,1 | 102,9 | 89,7 | 91,9 | 69,1 | 55,6 | 39,4 | 27,4  | Σ | 719,4 |
|                       |       |       |      |      |      |       |      |      |      |      |      |       |   |       |
| Sonnenstunden (h/d)   | 5,1   | 6,3   | 7,0  | 8,1  | 9,5  | 10,7  | 11,3 | 9,9  | 7,8  | 5,8  | 3,8  | 3,7   | ⌀ | 7,4   |
|                       |       |       |      |      |      |       |      |      |      |      |      |       |   |       |
| Regentage (d)         | 5,3   | 4,8   | 6,9  | 8,0  | 9,0  | 9,4   | 7,2  | 7,6  | 7,7  | 6,0  | 5,5  | 5,7   | Σ | 83,1  |
|                       |       |       |      |      |      |       |      |      |      |      |      |       |   |       |
| Luftfeuchtigkeit (%)  | 70    | 70    | 67   | 60   | 60   | 64    | 65   | 68   | 71   | 68   | 73   | 74    | ⌀ | 67,5  |

| −16,2 |

| −12,7 |

| −5,2 |

| 2,3 |

| 8,7 |

| 14,2 |

| 17,3 |

| 15,7 |

| 10,2 |

| 3,8 |

| −3,8 |

| −12,1 |

| −16,2 |

| −12,7 |

| −5,2 |

| 2,3 |

| 8,7 |

| 14,2 |

| 17,3 |

| 15,7 |

| 10,2 |

| 3,8 |

| −3,8 |

| −12,1 |

## Bevölkerung
| Ethnische Herkunft der Bevölkerungsgruppen          | Ethnische Herkunft der Bevölkerungsgruppen |
| Ethnische Gruppen                                   | Prozentualer Anteil                        |
| --------------------------------------------------- | ------------------------------------------ |
| Weiße Bevölkerung (Europa, Naher Osten, Nordafrika) | 65,1 %                                     |
| Afroamerikaner                                      | 18,0 %                                     |
| Asiatische Amerikaner                               | 6,1 %                                      |
| Mehrere Gruppen                                     | 4,4 %                                      |
| Ureinwohner                                         | 2,2 %                                      |
| Pazifische Insulaner                                | 0,1 %                                      |

In den 1850er und 1860er Jahren siedelten sich Geschäftsleute, Spekulanten, Geistliche und Stadtentwickler aus Neuengland und New York in der Gegend des heutigen Minneapolis am Mississippi River an. Ab Mitte der 1860er Jahre folgten Einwanderer aus den skandinavischen Ländern Schweden, Norwegen und Dänemark. Später kamen Immigranten aus Deutschland, Italien, Griechenland, Polen, Böhmen, und dem südöstlichen Europa in die Stadt. Auch Russen und Osteuropäer siedelten sich an. Asiatische Einwanderer ließen sich in zunehmendem Maße seit Beginn des 20. Jahrhunderts in Minneapolis nieder. Hierzu zählten vor allem Chinesen, Philippiner, Japaner und Koreaner. Nachdem sich ab den 1970er Jahren die Zuwanderung der Asiaten verstärkte, setzte zu Beginn der 1990er Jahre eine allmähliche Bevölkerungszunahme der Hispanics und afroamerikanischen Bevölkerung ein, so leben in der Metropolregion etwa 100.000 Menschen somalischer Herkunft.
Die höchste Bevölkerungszahl wurde bei der Volkszählung 1950 mit 521.718 Einwohnern erreicht, seitdem nahm sie bis 1990 stetig ab. Grund hierfür ist eine starke Suburbanisierung. Seit 2000 liegt die Bevölkerungszahl konstant bei rund 382.500 Einwohnern. Für das Jahr 2010 wurde während der Volkszählung eine Bevölkerung von 382.578 ermittelt, was einem Rückgang gegenüber 2000 von lediglich 40 Einwohnern entspricht. Die Anteile an Afroamerikanern, asiatischen Amerikanern und Hispanics an der Gesamtbevölkerung steigen stetig. Die ethnischen Minderheiten weisen jedoch im Vergleich zur weißen Bevölkerung einen Bildungsrückstand auf. Während 42 Prozent der weißen Bevölkerung einen Bachelor-Abschluss besitzen, liegt dieser Wert bei der afroamerikanischen Bevölkerung bei 15 Prozent und der latino-amerikanischen bei 13 Prozent. Der Lebensstandard nahm im Vergleich zu 2000 weiter zu, das Prokopfeinkommen gehört zu den höchsten im Mittleren Westen, wobei auch hier ein starkes Gefälle zwischen den unterschiedlichen ethnischen Gruppen herrscht. So lebt knapp ein Drittel der asiatischen Amerikaner unterhalb der Armutsgrenze, während dieser Wert innerhalb der weißen Bevölkerung bei neun Prozent liegt.
| Bevölkerungsentwicklung | Bevölkerungsentwicklung | Bevölkerungsentwicklung | Bevölkerungsentwicklung | Bevölkerungsentwicklung | Bevölkerungsentwicklung | Bevölkerungsentwicklung | Bevölkerungsentwicklung | Bevölkerungsentwicklung | Bevölkerungsentwicklung | Bevölkerungsentwicklung | Bevölkerungsentwicklung | Bevölkerungsentwicklung | Bevölkerungsentwicklung | Bevölkerungsentwicklung | Bevölkerungsentwicklung | Bevölkerungsentwicklung |
| ----------------------- | ----------------------- | ----------------------- | ----------------------- | ----------------------- | ----------------------- | ----------------------- | ----------------------- | ----------------------- | ----------------------- | ----------------------- | ----------------------- | ----------------------- | ----------------------- | ----------------------- | ----------------------- | ----------------------- |
| 1860                    | 1870                    | 1880                    | 1890                    | 1900                    | 1910                    | 1920                    | 1930                    | 1940                    | 1950                    | 1960                    | 1970                    | 1980                    | 1990                    | 2000                    | 2010                    | 2020                    |
| 3.000                   | 13.000                  | 46.887                  | 164.738                 | 202.718                 | 301.408                 | 380.582                 | 464.356                 | 492.370                 | 521.718                 | 482.872                 | 434.400                 | 370.951                 | 368.383                 | 382.618                 | 382.578                 | 429.954                 |

## Kultur und Sehenswürdigkeiten

### Kultur

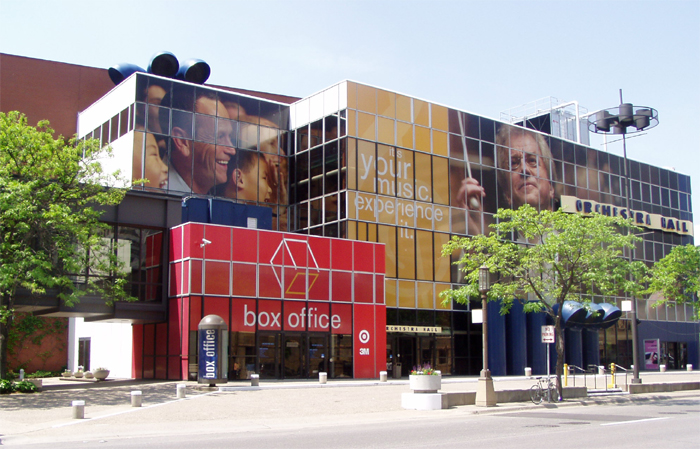
Orchestra Hall in Minneapolis

Minneapolis bildet zusammen mit seiner Zwillingsstadt St. Paul einen kulturellen Schwerpunkt im mittleren Westen der Vereinigten Staaten. Beide Städte weisen nach New York City die höchste Pro-Kopf-Dichte an Theatern in den USA auf. Für das traditionsreiche Guthrie Theater entwarf Architekt Jean Nouvel 2006 ein neues Theatergebäude. Neben den bekannten Theatern wie dem restaurierten State Theater, dem Orpheum Theatre oder dem Pantages Theatre, existieren auch zahlreiche kleinere Theater und Bühnen, auf denen Shows, Ballette und Konzerte aufgeführt werden.
Das Minnesota Orchestra unter Leitung des Hauptdirigenten Osmo Vänskä gilt als eines der besten Symphonieorchester des Landes und tritt regelmäßig in der Orchestra Hall auf.
Das Minneapolis Institute of Arts ist ein 1915 im Süden der Stadt erbautes Kunstmuseum mit über 80.000 Ausstellungsstücken. Das Walker Art Center wurde von Newsweek als eines der besten zeitgenössischen Museen des Landes bezeichnet. Es war das erste öffentliche Kunstmuseum im oberen Mittleren Westen und wurde von 1999 bis 2005 renoviert und erweitert.
Der Minneapolis Sculpture Garden ist ein großer Park mit vielen Skulpturen mitten in der Innenstadt von Minneapolis. Im Park gibt es viele Sitzmöglichkeiten sowie einen direkten Blick auf die Skyline der Stadt. Der Park ist für Claes Oldenburgs Skulptur „Spoonbridge and Cherry“ bekannt.

### Architektur und ungewöhnliche Bauwerke

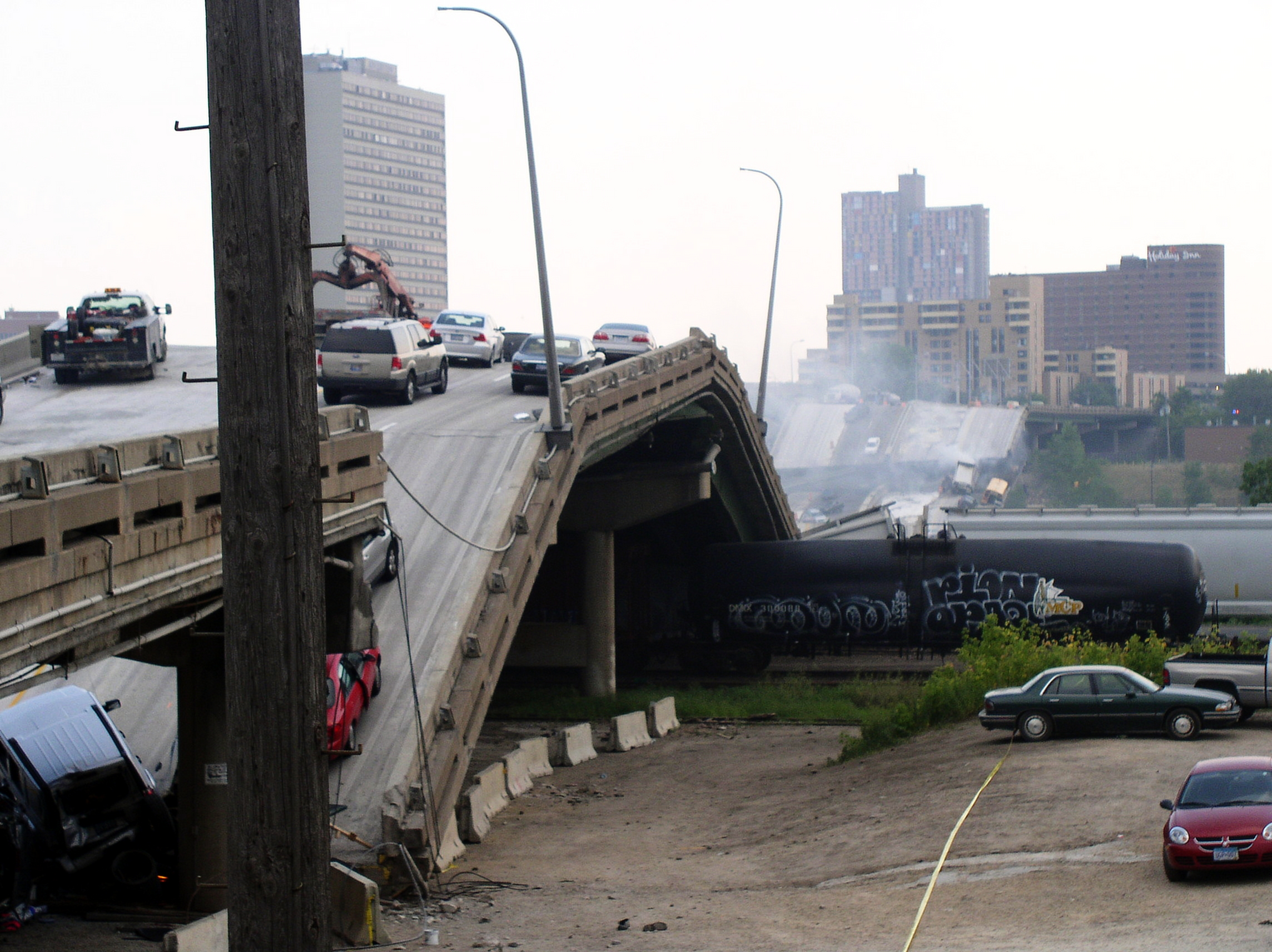
Eingestürzte Interstate-35W-Mississippi-River-Brücke

In Minneapolis gibt es daneben eine Reihe architektonisch anspruchsvoll gestalteter Gebäude, z. B.:
- Chambers Hotel, Schwesterbetrieb des berühmten New Yorker Hotels
- Central Library
- W Foshay, ursprünglich ein Art-déco-Turm
- Graves 601 Hotel
- The Depot, ein ehemaliges Bahnhofsgebäude im Zentrum der Stadt
- Der 1872 eröffnete und etwa 100 ha große Lakewood Cemetery gilt als landschaftlich und architektonisch sehenswert.
- Die 1967 erbaute Interstate-35W-Mississippi-River-Brücke; eine strompfeilerlose Brücke über den Mississippi River mit einer maximalen Spannweite von 150 m, welche am 1. August 2007 im Berufsverkehr einstürzte.
- Bardwell-Ferrant House
- Das U.S. Bank Stadium wurde 2016 errichtet und ist Heimat der Minnesota Vikings in der amerikanischen Profi-Football-Liga NFL.

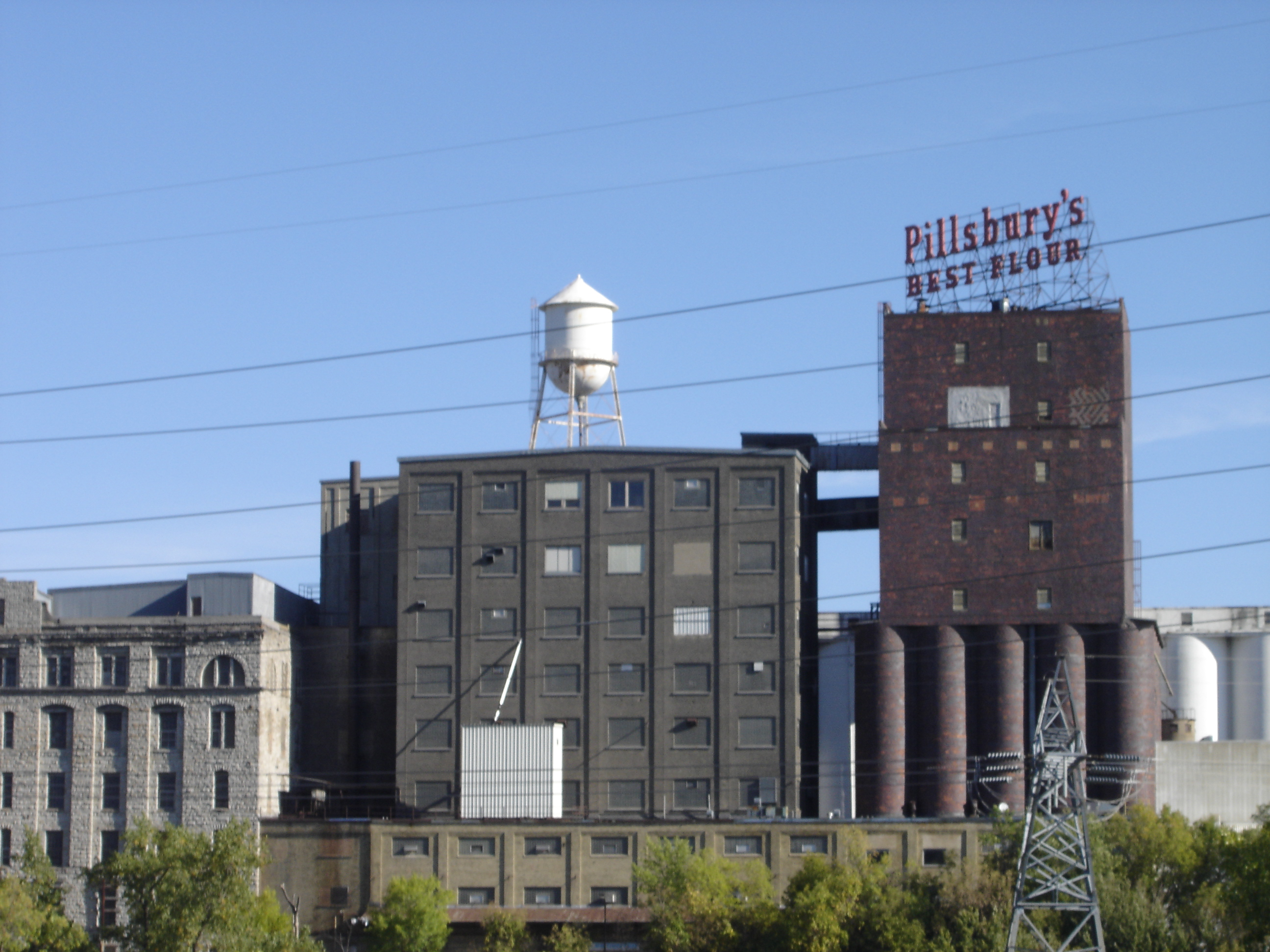
Die Pillsbury A Mill hat seit November 1966 den Status eines National Historic Landmarks.

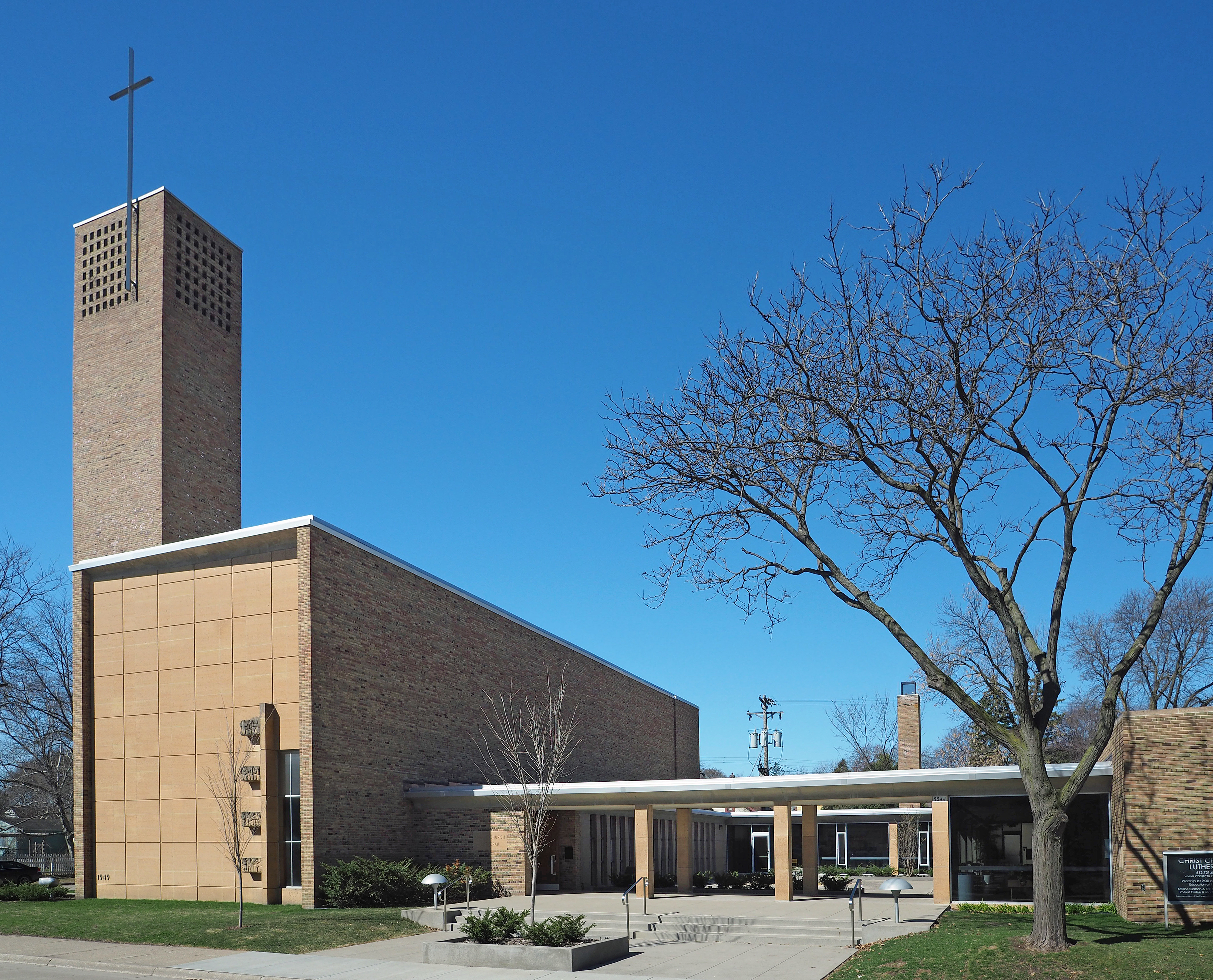
Die Christ Church Lutheran gilt seit Januar 2009 als National Historic Landmark.

142 Bauwerke und Stätten in der Stadt sind insgesamt im National Register of Historic Places (NRHP) eingetragen (Stand 7. Oktober 2020), wobei die beiden Getreidemühlen Washburn A Mill und Pillsbury A Mill sowie die Christ Church Lutheran den Status von National Historic Landmarks haben.

## Wirtschaft

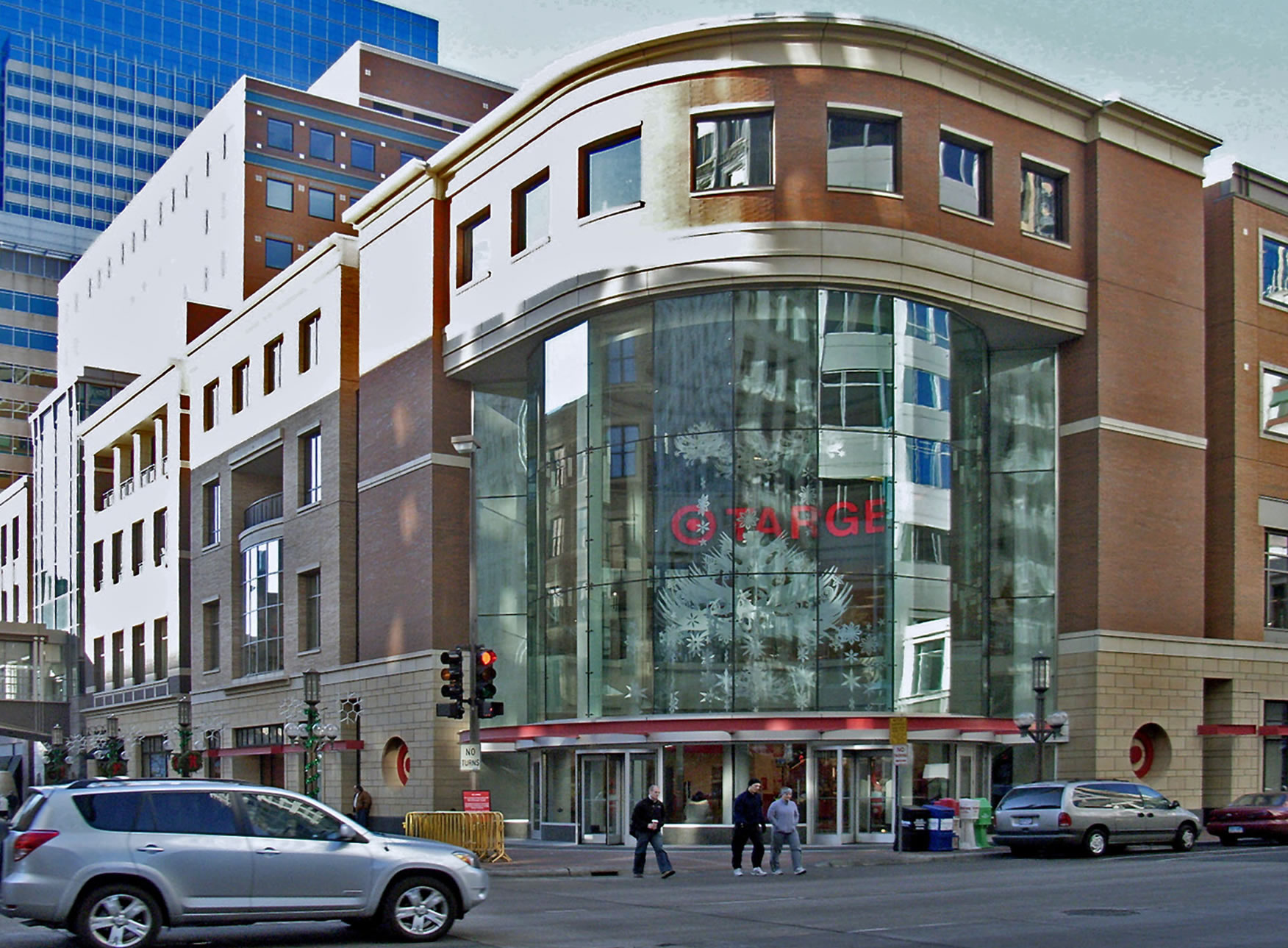
Unternehmenssitz der Target Corporation

Die Stadt bildet mit der umliegenden Metropolregion ein bedeutendes Wirtschaftszentrum im Mittleren Westen der Vereinigten Staaten. In Minneapolis sind unter anderem die Nahrungsmittel- und verarbeitende Industrie, die Bank- und Finanzwirtschaft, Unternehmen aus dem Gesundheits- und Speditionswesen sowie Eisenbahngesellschaften ansässig.
Fünf im Fortune 500 gelistete Unternehmen haben ihren Unternehmenssitz in Minneapolis und Umgebung: die Handelskette Target Corporation, das Kreditinstitut U.S. Bancorp, das Energieunternehmen Xcel Energy, der Finanzdienstleister Ameriprise Financial und die lutherische Versicherungsgesellschaft Thrivent Financial. Weitere Unternehmen im Fortune 1000 sind Valspar, Polaris Industries und die Donaldson Company.
Die Mall of America (MoA) knapp südlich von Minneapolis gilt mit ihren 42 Millionen Besuchern jährlich als das meistbesuchte Einkaufszentrum der Welt.
Die Metropolregion der Twin Cities erwirtschaftete 2014 ein Bruttoinlandsprodukt von 235,7 Milliarden Dollar, womit die Region an vierzehnter Stelle in den USA steht. Die Arbeitslosenquote liegt bei unter 3 Prozent (Oktober 2015).
In einer Studie des Beratungsunternehmens Mercer zur Lebensqualität in 231 Städten der Welt belegte Minneapolis den 61. Platz. (Stand: 2018)

## Verkehr

### Luftverkehr
Der Minneapolis-Saint Paul International Airport (MSP) ist der größte Flughafen der Upper Midwest-Region. Er befindet sich im Südosten der Stadt und bindet die gesamte Twin Cities Region an den nationalen und internationalen Flugverkehr an. In der Vergangenheit wurde er immer weiter erweitert und ausgebaut und ist mit 35,6 Millionen Passagieren (2007) einer der bedeutendsten Flughäfen des Landes. Er wird von drei internationalen, zwölf nationalen, sieben Charter- und vier regionalen Fluggesellschaften bedient. Delta Air Lines betreibt hier ihr Drehkreuz für den nördlichen mittleren Westen, welches sie von der ehemaligen Northwest Airlines übernommen hat.

### Schienenverkehr

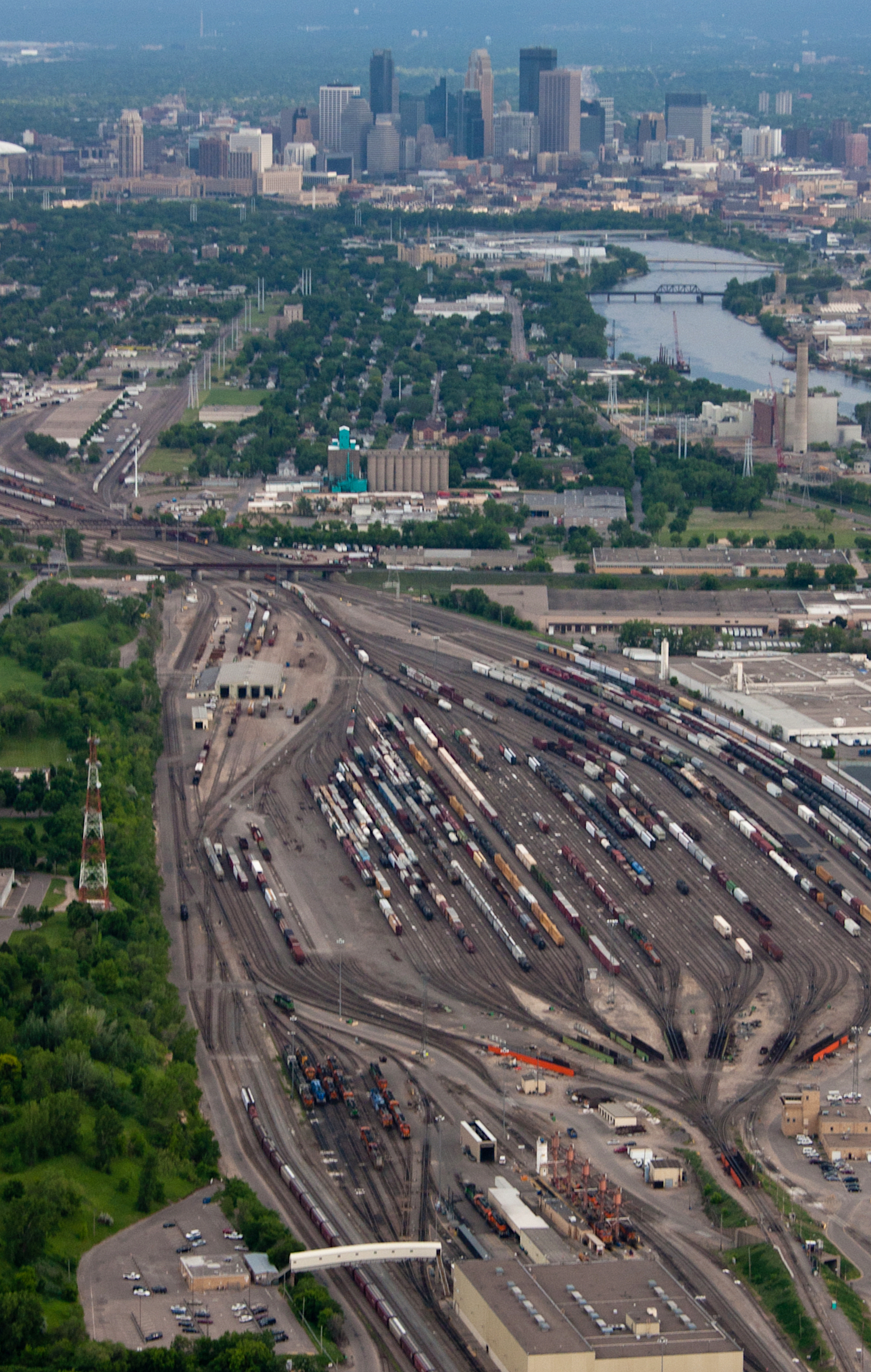
Northtown Yard der BNSF

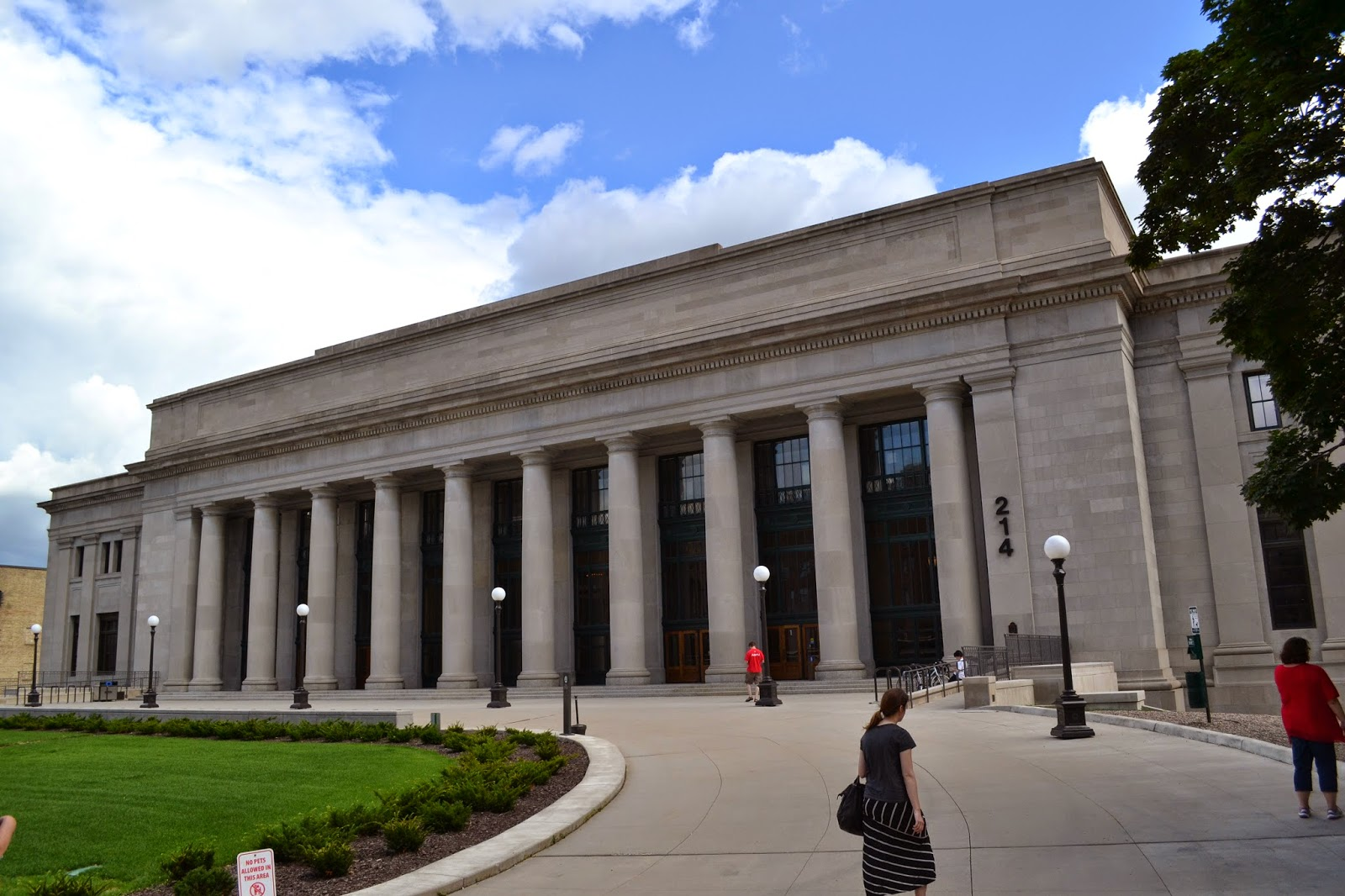
Bahnhof Union Depot

Die Eisenbahn spielte in der frühen Entwicklung Minneapolis’ eine bedeutende Rolle. Große Eisenbahngesellschaften sind oder waren die BNSF Railway, Union Pacific Railroad, Canadian Pacific Railway und die Dakota, Minnesota and Eastern Railroad. Obwohl das Aufkommen nach dem Zweiten Weltkrieg sank und einige Bahnhöfe und Strecken stillgelegt wurden, ist die Eisenbahn gerade für den Güterverkehr bis heute ein wichtiges Transportmittel. So betreibt die BNSF mit dem Northtown Yard einen großen Rangierbahnhof im Norden der Stadt, dessen Ursprünge bis in die 1910er Jahre zurückreichen.
Täglich hält mit dem von Amtrak betriebenen Empire Builder jeweils ein überregionaler Personenzug auf seinem Weg von Seattle/Portland nach Chicago bzw. der Gegenzug von Chicago an dem seit Mai 2014 wiedereröffneten Bahnhof Union Depot in St.Paul. Das Union Depot ist seither ebenfalls per Nahverkehr, der Metro Green Line, direkt aus Minneapolis zu erreichen. Bis zur Inbetriebnahme des renovierten Union Depot fertigte Amtrak ihre Züge an der Midway Station in St. Paul ab.
Am 16. November 2009 wurde die sogenannte Northstar-Pendlerlinie eröffnet, ein Regionalzug zwischen Minneapolis und Big Lake mit einer Streckenlänge von etwa 65 km.

### Straßenverkehr
Infolge des Wachstums der Metropolregion und der Entstehung des Automobilverkehrs im 20. Jahrhundert entstand ein dichtes und gut ausgebautes Straßennetz in und rund um Minneapolis, welches jedoch vor allem zur Hauptverkehrszeit an seine Kapazitätsgrenzen stößt. Zu den wichtigsten Schnellstraßen in Minneapolis gehören der Interstate 94 und der Interstate 35 W.

### Öffentlicher Nahverkehr

#### Busse
Das wichtigste Fortbewegungsmittel im öffentlichen Nahverkehr ist trotz der zunehmenden Beliebtheit der Schnellbahn immer noch der Bus. Es gibt etwa 130 Busrouten im Großraum Minneapolis-Saint Paul, die oft eigene Busspuren auf breiten Straßen haben. Besonders beliebt ist das Hi-Frequency Network, das sind Teile von zwölf Buslinien, die in stark befahrenen Gebieten untertags von Montag bis Samstag in Intervallen von weniger als 15 Minuten verkehren.

#### Light Rail und Straßenbahnen

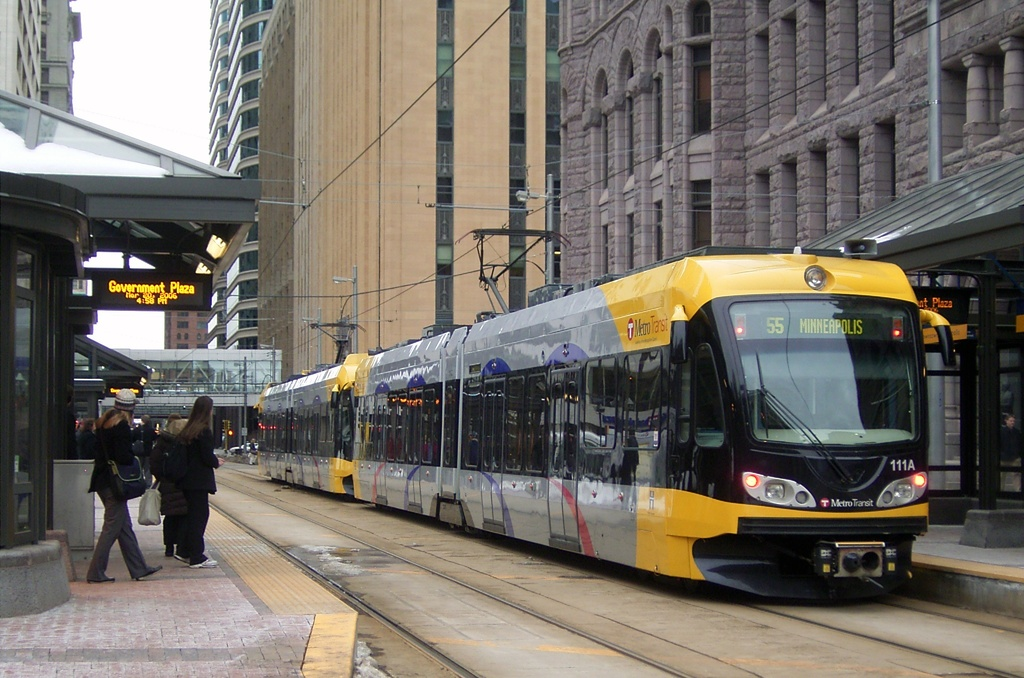
Eine Bahn der Hiawatha Line am Government Plaza

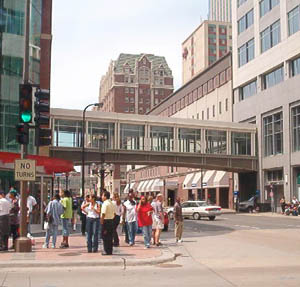
Skyway zwischen 9th Street und Nicollet Mall

Seitdem 1953 der Fahrbetrieb der Straßenbahnen in Minneapolis eingestellt wurde, mussten sich die Einwohner der Stadt auf ein immer schlechter werdendes Netz von Bussen verlassen. Allerdings gibt es schon seit den 1970er Jahren Forderungen nach einer Schnellbahn (Light Rail) oder einer Wiedereinführung von Straßenbahnen.
Im Januar 2001 begann man mit dem Bau der ersten Schnellbahnlinie (Light Rail) von Minneapolis, die Hiawatha Line genannt wurde. Sie wurde am 26. Juni 2004 zum Teil eröffnet und ist seit dem 4. Dezember 2004 in ihrer heutigen Größe vorhanden. Seit 2011 ist ihre Bezeichnung METRO Blue Line. Die Linie beginnt nördlich der Innenstadt an der Kreuzung von 5th Street North und Hennepin Avenue im historischen Warehouse District, folgt dann der 5th Street durch Downtown bis zum Metrodome, einem großen Footballstadion im Südosten der Innenstadt, und verläuft dann südöstlich entlang der Hiawatha Avenue durch Wohnviertel von Minneapolis bis zum Flughafen, wo sie unterirdisch verläuft und zwei Terminals miteinander verbindet. Danach führt die Strecke durch den Vorort Bloomington bis zur Mall of America. Von dort aus führt mittlerweile eine andere Linie, die sogenannte Red Line, weiter aus der Stadt heraus. Für 2009 wurde eine Verlängerung um eine Station Richtung Nordwesten im Warehouse District geplant. Diese Station („Target Field Station & Rail Platform“) ist mittlerweile in Betrieb genommen. Dort besteht Anschluss an den Nahverkehrszug Northstar Richtung Nord/Nordwest.
Als Nächstes wurde die Green Line, ehemals bezeichnet als Central Corridor, gebaut, die die Innenstädte von Minneapolis und Saint Paul verbindet. Mit den Bauarbeiten für diese Linie wurde Ende 2010 begonnen, der reguläre Betrieb begann Mitte 2014. Die Strecke ist bis zum Metrodome gleich mit der Hiawatha Line, geht dann aber durch den Campus der University of Minnesota, überquert den Mississippi, und geht dann an der University Avenue entlang durch Saint Paul, vorbei am State Capitol von Minnesota bis nach Downtown Saint Paul.
Seit Ende 2018 ist die ursprünglich als Southwest Corridor bezeichnete Verlängerung der Green Line in Bau. Sie wird von Downtown aus südwestlich durch Uptown und die Vororte St. Louis Park, Hopkins und Minnetonka bis nach Eden Prairie führen. Die Inbetriebnahme ist mit Stand von 2020 für 2023 vorgesehen.
2007 wurde eine Studie zur Wiedereinführung von Straßenbahnen fertiggestellt. In den folgenden Jahren könnten bis zu acht Straßenbahnlinien an zentral gelegenen Straßen entlangführen.

### Skyways
Eine städtebauliche Besonderheit in Minneapolis stellen die sogenannten Skyways dar, kilometerlange geschlossene Fußwege in den straßenseitigen Obergeschossen der Häuser mit Fußgängerbrücken über die Straßen, die in der Innenstadt die städtischen Besorgungen ermöglichen, ohne je ins Freie gehen zu müssen. Sie verbinden alle städtischen Ziele, wie Parkhäuser, Läden, Banken, Behörden, Gaststätten, Hotels usw. miteinander und bieten Schutz vor der extremen Kälte im Winter genauso wie vor der möglichen Hitze im Sommer.

## Sport

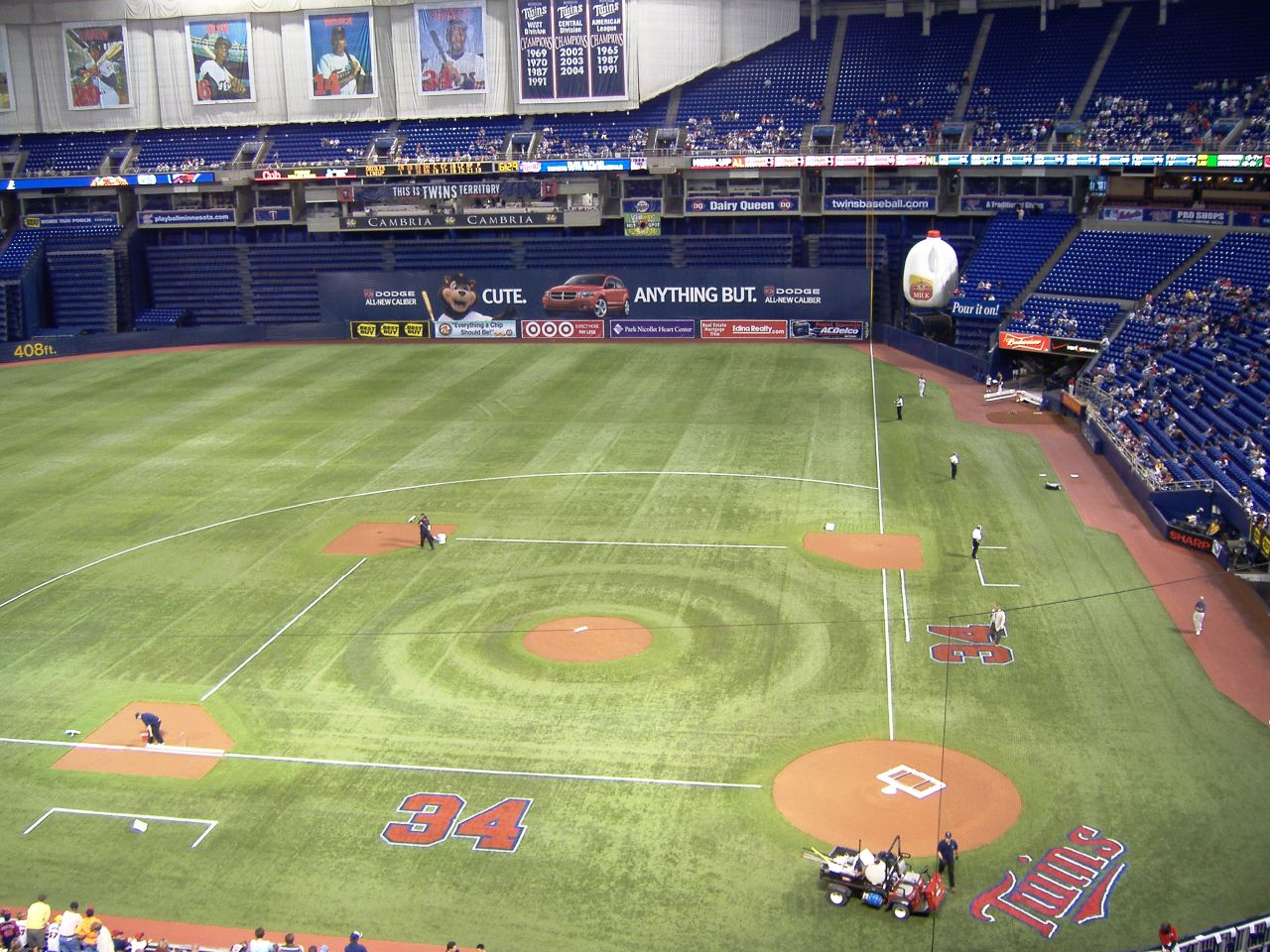
Die Minnesota Twins im Metrodome

Zu den bekanntesten Sportteams der Stadt gehören die Minnesota Vikings in der National Football League, die Minnesota Timberwolves in der National Basketball Association und die Minnesota Twins in der American League der Major League Baseball. Die Eishockeymannschaft der Minnesota Wild ist in St. Paul beheimatet. Ebenfalls in St. Paul steht das Allianz Field, die Heimat das MLS Franchise Minnesota United.
Die erste professionelle Sportmannschaft waren die Minneapolis Millers in der Minor League Baseball. Sie waren zwischen 1884 und 1960 in Minneapolis beheimatet. In den 1940er bis 1950er konnten die Minneapolis Lakers als erstes Team aus Minneapolis einen Titel in einer der großen amerikanischen Sportligen gewinnen. Zwischen 1948 und 1954 gewannen die Lakers insgesamt sechs Titel in NBA und NBL. 1960 verließ das Team die Stadt und zog nach Los Angeles um. Die American Wrestling Association spaltete sich 1957 von der NWA ab und hatte bis zu ihrer Schließung 1991 ihren Sitz in Minneapolis.
Die Vikings und Twins kamen 1961 nach Minnesota. Während die Vikings ein Expansion Team in der NFL waren, entstanden die Twins durch den Umzug der Washington Senators nach Minneapolis. Beide Mannschaften trugen ihre Heimspiele zunächst im Metropolitan Stadium in Bloomington aus. Dies änderte sich erst 1982 mit der Eröffnung des Hubert H. Humphrey Metrodome in der Innenstadt von Minneapolis. Dieser war mit einer Kapazität von bis zu 64.111 Plätzen lange das größte Sportstadion in Minnesota. Im Metrodome feierten die Twins ihre bisher größten Erfolge, als sie 1987 und 1991 die World Series gewannen. Seit 2010 spielen sie in dem neuerbauten Target Field.

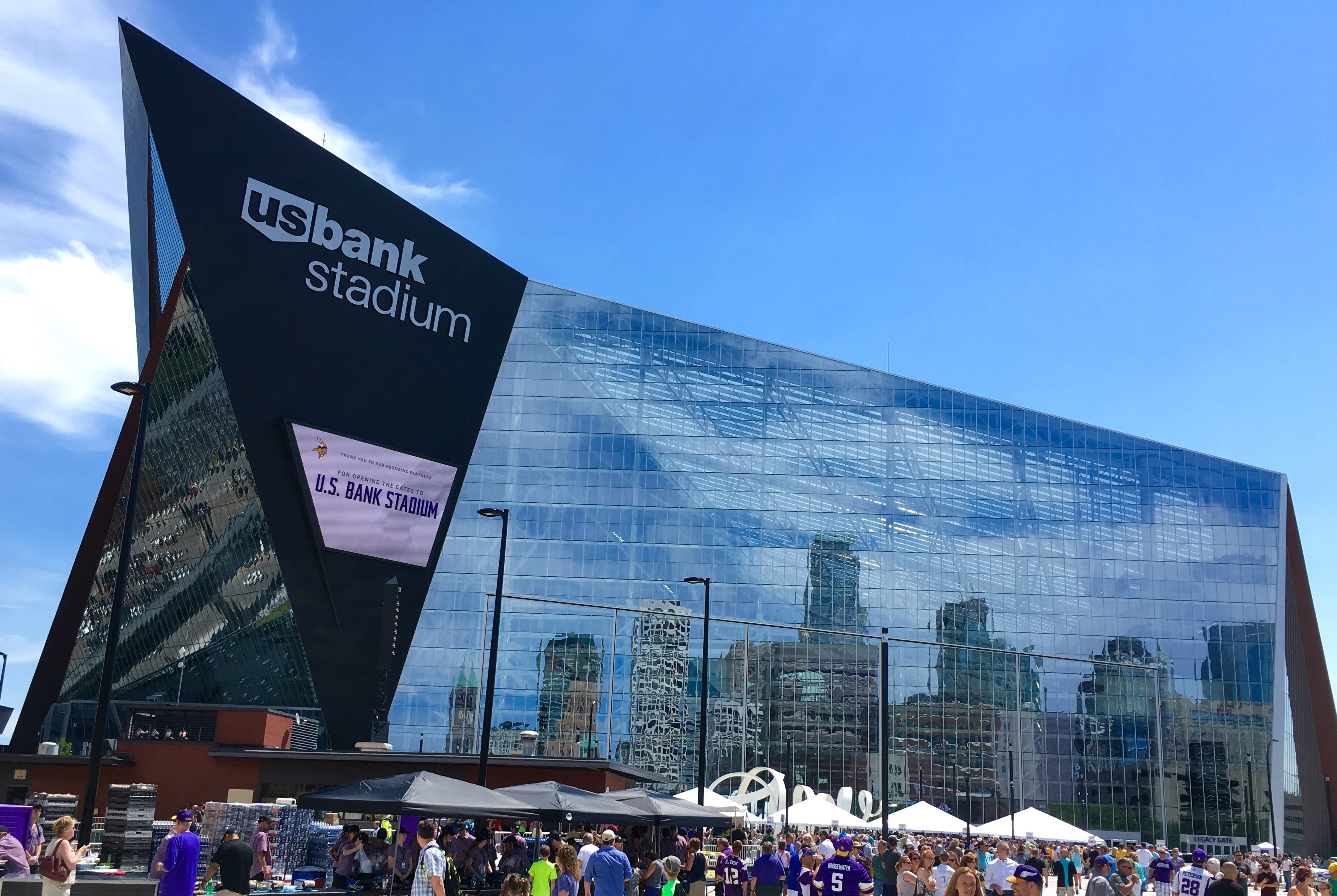
Die Westansicht der Fassade des neuen Stadions der Vikings

Zur Saison 2016 konnten die Vikings das seit 2013 in Bau befindliche U.S. Bank Stadium beziehen. Die Baukosten betrugen über eine Milliarde Dollar, die Kapazität beträgt bis zu 73.000 Zuschauer. Der Super Bowl LII  der NFL-Saison 2017/18 wurde hier ausgetragen.
Mit den Timberwolves erhielt Minneapolis 1989 erneut ein Team in der NBA. Zusammen mit den 1999 gegründeten Minnesota Lynx, einer professionellen Damenbasketballmannschaft in der WNBA, tragen sie ihre Heimspiele im Target Center aus.
Darüber hinaus erfreuen sich auch die Sportmannschaften der University of Minnesota großer Beliebtheit und konnten in der Vergangenheit zahlreiche nationale Titel erringen. Die College-Football-Mannschaft der Minnesota Golden Gophers trägt ihre Heimspiele im 2009 eröffneten Huntington Bank Stadium aus. Dieses bietet 50.000 Zuschauern Platz. Die Eishockeymannschaften spielen in der Mariucci Arena und der Ridder Arena.
Seit 1982 findet der Twin Cities Marathon mit Start in Minneapolis und Ziel in Saint Paul statt.
Die 8. Special Olympics World Summer Games fanden vom 19. bis 27. Juli 1991 in Minneapolis und Saint Paul statt. Während die offizielle Bezeichnung vorher International Games lautete, wurde ab 1991 von Special Olympics World Summer Games und Special Olympics World Winter Games gesprochen. 6.000 Athleten aus über 100 (nach einer anderen Quelle: 91) Ländern nahmen an den Spielen teil.

## Politik

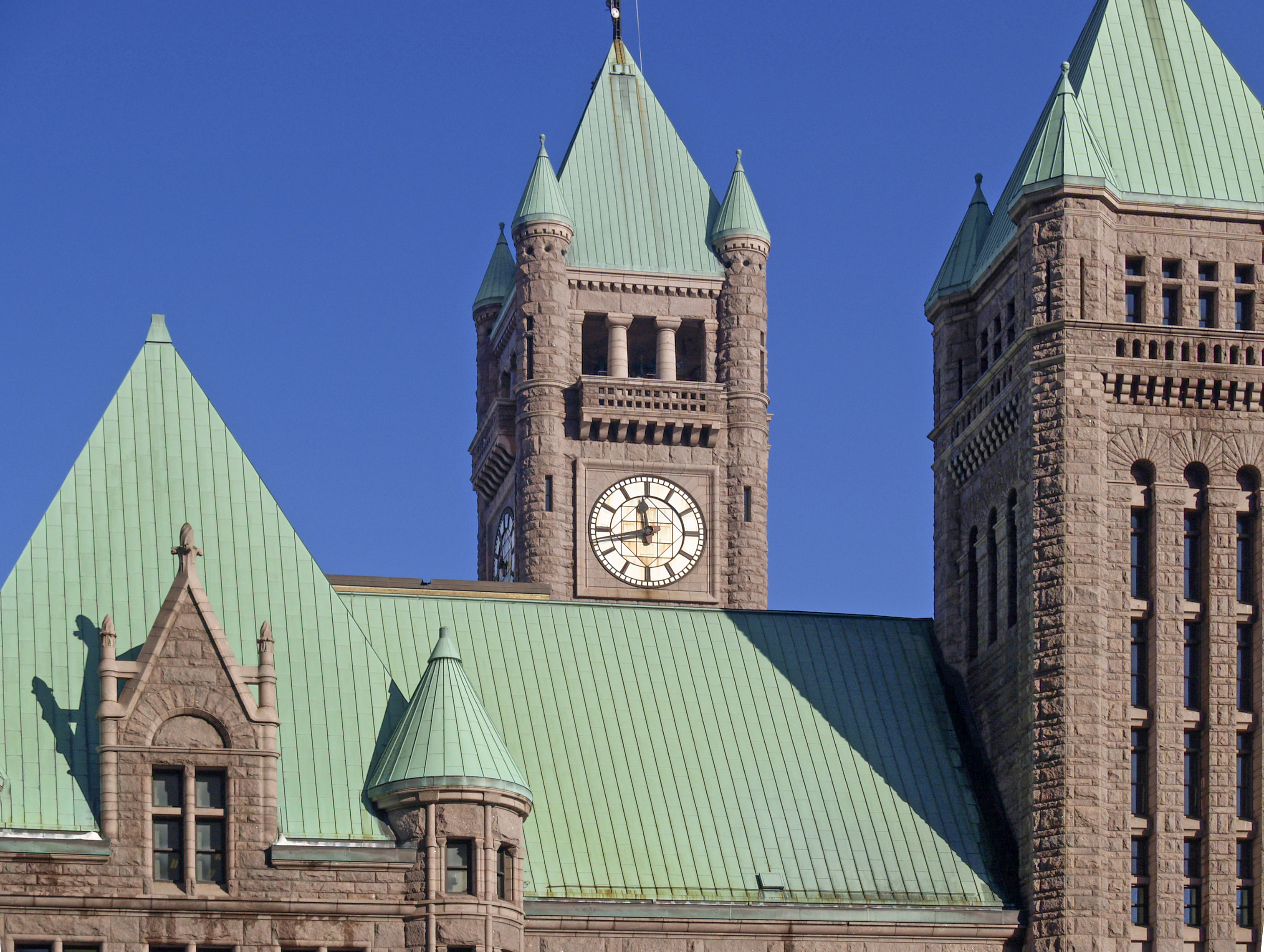
Die Minneapolis City Hall ist seit Dezember 1974 im NRHP eingetragen.

Minneapolis gehört dem fünften Kongresswahlbezirk von Minnesota an und stellt sich bei Wahlen zumeist als Hochburg der Minnesota Democratic-Farmer-Labor Party (DFL) dar. Der Stadtrat (Minneapolis City Council) setzt sich aus 13 Vertretern der einzelnen Stadtbezirke (wards) zusammen. In diesem gehören zwölf Mitglieder der DFL und ein Mitglied der Green Party an. Der Demokrat R.T. Rybak war Bürgermeister von Minneapolis von 2002 bis 2014. Ihm folgte die DFL Politikerin Betsy Hodges bis 2018. Im Vorfeld der Wahl im Jahr 2018 fanden mehrere tödliche Polizeieinsätze statt, deren politische Aufarbeitung als unzureichend angesehen wurde. Sie unterlag dem Bewerber der Demokraten, Jacob Frey.
Zu den übergeordneten Verwaltungseinheiten gehören neben den Hennepin County auch das Metropolitan Council, welches für regionale Angelegenheiten in der Metropolregion Minneapolis–Saint Paul verantwortlich ist.

### Städtepartnerschaften
- Bosaso (seit 2014)
- Eldoret (seit 2000)
- Harbin (seit 1992)
- Ibaraki (seit 1980)
- Kuopio (seit 1972)
- Nowosibirsk (zusammen mit St. Paul; seit 1988)
- Santiago de Chile (seit 1961)
- Tours (seit 1991)
- Uppsala (seit 2000)

Darüber hinaus bestehen noch informelle Partnerschaften mit Hiroshima (Japan) und Kampala (Uganda).

## Persönlichkeiten

### Persönlichkeiten mit Bezug zur Stadt
- Daniel Schillock (1826–1878), deutscher Rechtsanwalt und Senator in Minnesota; lebte und starb in Minneapolis
- Eugene McLanahan Wilson (1833–1890), Politiker; Bürgermeister von Minneapolis
- George Dayton (1857–1938), Unternehmer; starb in Minneapolis
- Walther Pfitzner (1882–1956), Pianist, Dirigent, Komponist, seit 1937 Musikpädagoge in Minneapolis
- Clifford D. Simak (1904–1988), Journalist und Science-Fiction-Autor; arbeitete beim Minneapolis Star und der Minneapolis Tribune
- Hubert H. Humphrey (1911–1978), Politiker; von 1945 bis 1948 Bürgermeister von Minneapolis
- Hermann Flender (1918–2004), deutscher Diplomat und Botschafter; Ehrenbürger von Minneapolis
- Prince (1958–2016), Sänger, Komponist, Songwriter, Musikproduzent und Schauspieler; geboren in Minneapolis
- Kristen Pfaff (1967–1994), Bassistin der Bands Janitor Joe und Hole; studierte in Minneapolis
- George Floyd (1973–2020), Bürger; starb in Minneapolis durch eine gewaltsame Festnahme der Polizei
- Jacob Frey (* 1981), Politiker und seit 2018 Bürgermeister von Minneapolis
- Gabriele Grunewald (1986–2019), Mittel- und Langstreckenläuferin; lebte und starb in Minneapolis

## Weitere Informationsquellen